# كايلا هاريسون
كايلا جين هاريسون (بالإنجليزية: Kayla Jean Harrison؛ مواليد 2 يوليو 1990) هي مُقاتل فنون قتالية مختلطة أمريكية محترفة ولاعبة جودو سابقة. تُنافس حاليًا في فئة وزن الديك للسيدات في يو إف سي. كانت بطلة الوزن الخفيف السابقة في بي إف إل. اعتبارًا من 8 أكتوبر 2024، احتلت المركز الثاني في تصنيفات يو إف سي لوزن الديك للسيدات، واعتبارًا من 5 نوفمبر 2024، احتلت المركز السابع في تصنيفات يو إف سي لأفضل المقاتلين في جميع الأوزان للسيدات.
فازت هاريسون ببطولة العالم للجودو عام 2010، وحصلت على الميداليات الذهبية في أولمبياد 2012 و2016 في الألعاب الأولمبية الصيفية. وهي أول لاعبة أمريكية تفوز بميدالية ذهبية أولمبية في الجودو وتظل اللاعبة الوحيدة التي تفوز بها. في مارس 2023، تم إدخال هاريسون إلى قاعة مشاهير الرياضة الدولية.

## نشأتها
ولدت هاريسون في ميدلتاون، أوهايو، وبدأت ممارسة رياضة الجودو في سن السادسة، بعد أن تعرفت على هذه الرياضة من خلال والدتها، التي كانت حاصلة على الحزام الأسود. تخرجت من المدرسة الثانوية ميدلتاون (أوهايو).

## مسيرتها

### فنون القتال المختلطة
أعلنت هاريسون، وهي زميلة سابقة في التدريب للاعبة الجودو روندا روزي، في أكتوبر 2016 أنها وقعت عقدًا مع دوري المقاتلين المحترفين. وبينما ستعمل في البداية كمعلقة، فقد أشارت أيضًا إلى أنها تعاقدت للقتال في فئة السيدات بوزن 145 رطل (66 كـغ).

#### بي إف إل موسم 2020
كان من المتوقع أن تُنافس هاريسون في موسم 2020 من بي إف إل، ولكن تم إلغاء الموسم بالكامل بسبب جائحة فيروس كورونا.

### يو إف سي
في 23 يناير 2024، أعلن دانا وايت أن يو إف سي قد وقعت مع هاريسون وأنها ستخوض أول ظهور لها بالمنظمة، بالإضافة إلى ظهورها الأول في وزن الديك، ضد بطلة يو إف سي لوزن الديك للسيدات السابقة هولي هولم في 13 أبريل 2024، في حدث يو إف سي 300. فازت هاريسون في النزال ضد هولم من خلال الإخضاع في الجولة الثانية.
واجهت هاريسون كيتلين فييرا في 5 أكتوبر 2024 في حدث يو إف سي 307. وفازت بالنزال بقرار القضاة بالإجماع.

## حياته الشخصية
في عام 2020، حصلت هاريسون على الحضانة الكاملة لابنة أختها وابن أخيها، بعد وفاة زوج أمها – الذي كان لديه حضانة الأطفال في ذلك الوقت – فجأة.

## البطولات والإنجازات
- بي إف إل
  - بطولة بي إف إل للوزن الخفيف للسيدات 2019
  - بطولة بي إف إل للوزن الخفيف للسيدات 2021
- يو إف سي
  - جوائز النصف الأول من عام 2024: أفضل وافد جديد في النصف الأول من عام 2024[18]

## سجل فنون القتال المختلطة
| السجل المهني |        |         |
| 19 نزال      | 18 فوز | 1 خسارة |
| ضربة قاضية   | 6      | 0       |
| إخضاع        | 7      | 0       |
| قرار القضاة  | 5      | 1       |

| النتيجة | السجل | الخصم             | الطريقة                    | الحدث                             | التاريخ        | الجولة | الوقت | المكان                                     | الملاحظات                                           |
| ------- | ----- | ----------------- | -------------------------- | --------------------------------- | -------------- | ------ | ----- | ------------------------------------------ | --------------------------------------------------- |
| فاز     | 18–1  | كيتلين فييرا      | قرار القضاة (بالإجماع)     | يو إف سي 307                      | 5 أكتوبر 2024  | 3      | 5:00  | سولت ليك سيتي، يوتا، الولايات المتحدة      |                                                     |
| فاز     | 17–1  | هولي هولم         | إخضاع (خنق خلفي عاري)      | يو إف سي 300                      | 13 أبريل 2024  | 2      | 1:47  | لاس فيغاس، نيفادا، الولايات المتحدة        | الظهور الأول في وزن الديك.                          |
| فاز     | 16–1  | أسبن لاد          | قرار القضاة (بالإجماع)     | بي إف إل 10 (2023)                | 24 نوفمبر 2023 | 3      | 5:00  | واشنطن العاصمة، الولايات المتحدة           | نزال في وزن غير محدد (150 رطل).                     |
| خسر     | 15–1  | لاريسا باتشيكو    | قرار القضاة (بالإجماع)     | بي إف إل 10 (2022)                | 25 نوفمبر 2022 | 5      | 5:00  | مدينة نيويورك، نيويورك، الولايات المتحدة   | نهائي بطولة بي إف إل للوزن الخفيف للسيدات 2022.     |
| فاز     | 15–0  | مارتينا جيندروفا  | إخضاع (خنق مثلث الذراع)    | بي إف إل 9 (2022)                 | 20 أغسطس 2022  | 1      | 3:17  | لندن، إنجلترا                              | نصف نهائي بطولة بي إف إل للوزن الخفيف للسيدات 2022. |
| فاز     | 14–0  | كايتلين يونج      | ضربة فنية قاضية (باللكمات) | بي إف إل 6 (2022)                 | 1 يوليو 2022   | 1      | 2:35  | أتلانتا، جورجيا، الولايات المتحدة          |                                                     |
| فاز     | 13–0  | مارينا موخناتكينا | قرار القضاة (بالإجماع)     | بي إف إل 3 (2022)                 | 6 مايو 2022    | 3      | 5:00  | أرلينغتون، تكساس، الولايات المتحدة         |                                                     |
| فاز     | 12–0  | تايلور جواردادو   | إخضاع (الضغط على الذراع)   | بي إف إل 10 (2021)                | 27 أكتوبر 2021 | 2      | 4:00  | هوليوود، فلوريدا، الولايات المتحدة         | فازت ببطولة بي إف إل للوزن الخفيف للسيدات 2021.     |
| فاز     | 11–0  | جيناه فابيان      | ضربة فنية قاضية (باللكمات) | بي إف إل 8 (2021)                 | 19 أغسطس 2021  | 1      | 4:01  | هوليوود، فلوريدا، الولايات المتحدة         | نصف نهائي بطولة بي إف إل للوزن الخفيف للسيدات 2021. |
| فاز     | 10–0  | سيندي داندويس     | إخضاع (الضغط على الذراع)   | بي إف إل 6 (2021)                 | 25 يونيو 2021  | 1      | 4:44  | أتلانتيك سيتي، نيو جيرسي، الولايات المتحدة |                                                     |
| فاز     | 9–0   | ماريانا مورايس    | ضربة فنية قاضية (باللكمات) | بي إف إل 3 (2021)                 | 6 مايو 2021    | 1      | 1:23  | أتلانتيك سيتي، نيو جيرسي، الولايات المتحدة | العودة للوزن الخفيف.                                |
| فاز     | 8–0   | كورتني كينج       | ضربة فنية قاضية (باللكمات) | إنفيكتا إف سي 43: كينج ضد هاريسون | 20 نوفمبر 2020 | 2      | 4:48  | كانساس سيتي، كنساس، الولايات المتحدة       | الظهور الأول في وزن الريشة.                         |
| فاز     | 7–0   | لاريسا باتشيكو    | قرار القضاة (بالإجماع)     | بي إف إل 10 (2019)                | 31 ديسمبر 2019 | 5      | 5:00  | مدينة نيويورك، نيويورك، الولايات المتحدة   | فازت ببطولة بي إف إل للوزن الخفيف للسيدات 2019.     |
| فاز     | 6–0   | بوبي جو دالزيل    | إخضاع (الضغط على الذراع)   | بي إف إل 7 (2019)                 | 11 أكتوبر 2019 | 1      | 3:32  | لاس فيغاس، نيفادا، الولايات المتحدة        | نصف نهائي بطولة بي إف إل للوزن الخفيف للسيدات 2019. |
| فاز     | 5–0   | مورجان فراير      | إخضاع (قفل المفتاح)        | بي إف إل 4 (2019)                 | 11 يوليو 2019  | 1      | 3:35  | أتلانتيك سيتي، نيو جيرسي، الولايات المتحدة |                                                     |
| فاز     | 4–0   | لاريسا باتشيكو    | قرار القضاة (بالإجماع)     | بي إف إل 1 (2019)                 | 9 مايو 2019    | 3      | 5:00  | يونيوندايل، نيويورك، الولايات المتحدة      |                                                     |
| فاز     | 3–0   | مورييل شارنسكي    | ضربة فنية قاضية (باللكمات) | بي إف إل 11 (2018)                | 31 ديسمبر 2018 | 1      | 3:39  | مدينة نيويورك، نيويورك، الولايات المتحدة   |                                                     |
| فاز     | 2–0   | جوزيت كوتون       | ضربة فنية قاضية (باللكمات) | بي إف إل 6 (2018)                 | 16 أغسطس 2018  | 3      | 1:24  | أتلانتيك سيتي، نيو جيرسي، الولايات المتحدة |                                                     |
| فاز     | 1–0   | بريتني إلكين      | إخضاع (الضغط على الذراع)   | بي إف إل 2 (2018)                 | 21 يونيو 2018  | 1      | 3:18  | شيكاغو، إلينوي، الولايات المتحدة           | الظهور الأول في الوزن الخفيف.                       |

## سجل الجودو
إجمالي سجل البطولة: 208 فوزًا و 50 خسارة.

## وصلات خارجية
- كايلا هاريسون على موقع IMDb (الإنجليزية)
- كايلا هاريسون على موقع الفيدرالية الدولية للجودو (الإنجليزية)
- كايلا هاريسون على موقع JudoInside.com (الإنجليزية)
- كايلا هاريسون على موقع AllJudo.net (الفرنسية)
- كايلا هاريسون على موقع يو إف سي (الإنجليزية)
- كايلا هاريسون على موقع شيردوغ (الإنجليزية)
- كايلا هاريسون على موقع Tapology.com (الإنجليزية)
- كايلا هاريسون على موقع فايت ماتريكس (الإنجليزية)
- كايلا هاريسون على موقع إي إس بي إن (الإنجليزية)
- كايلا هاريسون على موقع اللجنة الأولمبية الدولية (الإنجليزية)
- كايلا هاريسون على موقع أوليمبيديا (الإنجليزية)